# ペンシルベニア州の旗
ペンシルベニア州の旗（ペンシルベニアしゅうのはた）は、アメリカ合衆国ペンシルベニア州の州旗。州章は1778年、州旗は1900年4月29日に制定された。